# Otto Abt (Maler)
Otto Hans Abt (* 9. Juni 1903 in Binningen; † 1. Oktober 1982 in Basel) war ein Schweizer Maler.

## Leben

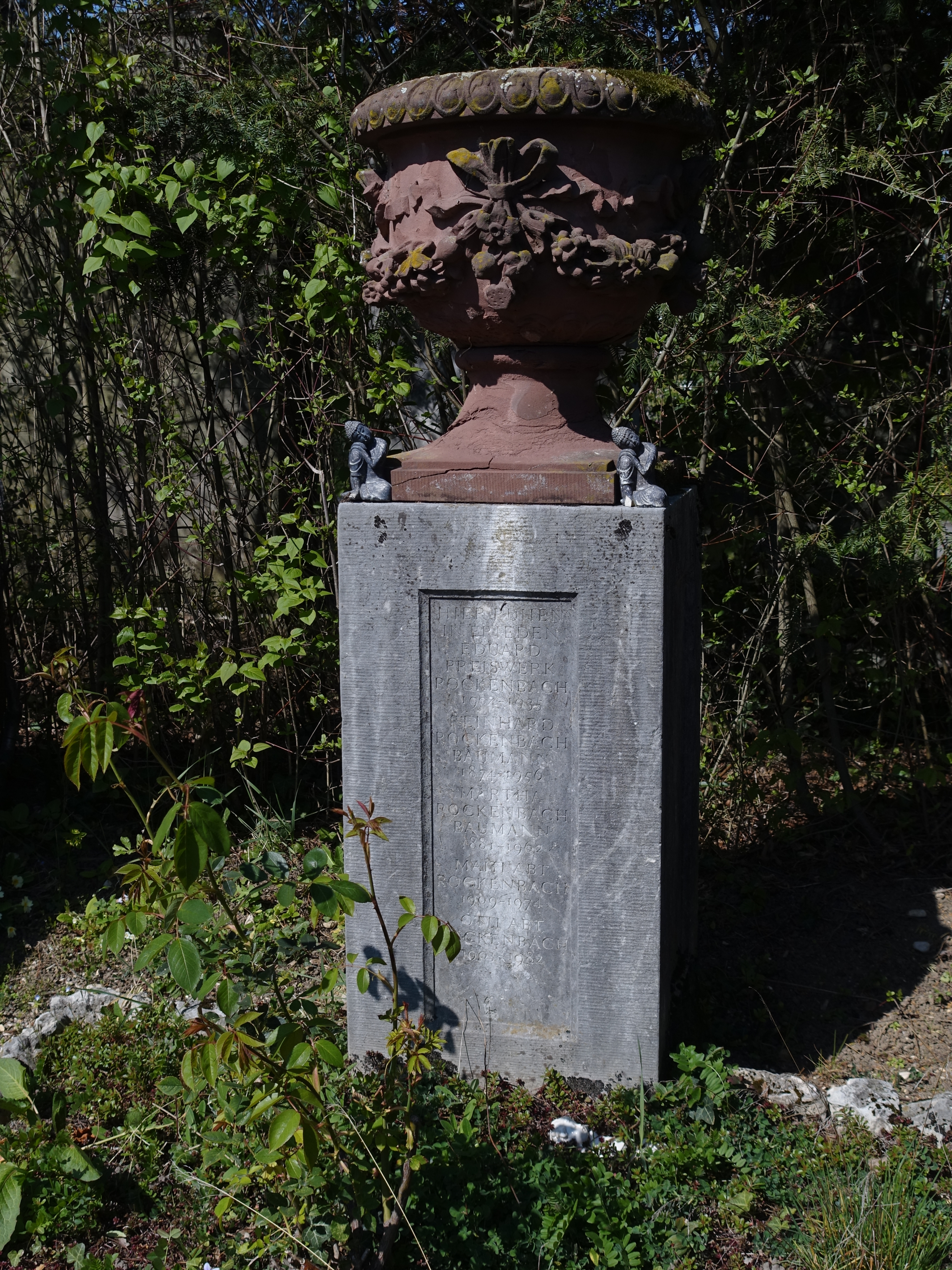
Otto Abt-Rockenbach. Friedhof Wolfgottesacker, Basel.

Otto Abt wurde 1903 in Binningen im Kanton Basel-Landschaft als Sohn eines Arztes geboren. 
Er studierte Medizin an der Universität Basel, das Studium brach er nach zwei Jahren ab und konzentrierte sich auf seine Ausbildung zum Kunstmaler an der Allgemeinen Gewerbeschule Basel. Dort lernte er u. a. die Maler Walter Kurt Wiemken und Walter Bodmer kennen, mit denen er durch eine lebenslange Freundschaft verbunden blieb. Seit 1927 erfolgten gemeinsame Studienreisen, unter anderem nach Spanien und Südfrankreich und längere Studienaufenthalte in Paris, wo Abt in Kontakt kam mit der Pariser Avantgarde-Malerei. 
Durch die Auseinandersetzung mit den Arbeiten von Matisse, Picasso und Dalí und der Freundschaft mit dem surrealistischen Maler Serge Brignoni entwickelte er einen eigenen, surrealistisch geprägten Malstil.
Im Bemühen um die Anerkennung der modernen, abstrakt-konkreten und surrealistischen Malerei in der Schweiz, gründeten Abt und einige andere Basler Künstler 1933 die antifaschistisch ausgerichtete «Gruppe 33». 1936 schloss er sich der «allianz» an, einer Vereinigung moderner Schweizer Künstler, die sich ebenfalls für die Propagierung der ungegenständlichen Kunst einsetzte. Die Jahre des Zweiten Weltkrieges verbrachte Abt, ein entschiedener Gegner des Faschismus und des Krieges, im Tessin. 
Seit den 1950er-Jahren betätigte sich Abt zunehmend auf verschiedenen künstlerischen Gebieten; neben der Tafelmalerei schuf er Wandmalereien und Glasbilder an öffentlichen Gebäuden, Majolika und Mosaike.
Er beteiligte sich zudem, neben anderen Künstlern der «Gruppe 33», seit den 1920er-Jahren im Larvenatelier Tschudin an der Entwicklung und Gestaltung der Basler Künstlerlarven. Einige Werke von Abt gingen aus Wettbewerben des Kunstkredits Basel-Stadt hervor.
Er war seit 1951 mit Martha Rockenbach (1909–1974), die Witwe des Architekten Eduard Preiswerk (1904–1935), verheiratet. Seine Grab befindet sich auf dem Wolfgottesacker in Basel.

## Werke
Abts Ablehnung des Faschismus und seine gesellschaftskritische Haltung spiegeln sich in vielen seiner Werke wider. Waren seine frühen Arbeiten noch durch impressionistische Einflüsse und eine tonige Malerei bestimmt, so entwickelte er im Laufe der Jahre seinen vom Surrealismus beeinflussten Malstil, der gekennzeichnet ist durch Objektverfremdungen und phantastische Bildelemente. In seinen späten Arbeiten griff Abt vermehrt auf landschaftliche Motive und Stillleben zurück. Abts Werke wurden in zahlreichen Ausstellungen, vor allem in der Schweiz, gezeigt.
Auswahl seiner Werke:
- Vor Sonnenaufgang (Majolika), 1934, Brunnenschmuck, Petersschule, Basel
- Eines von vier Glasbilder, im Treppenhaus, 1936–1938, Gottfried Keller-Schule, St. Galler-Ring 101, Basel
- Robinson (Wandbild), 1939–1941, Bruderholzschule an der Fritz Hauser-Strasse, Basel[1]
- Aurore (Gemälde), 1935, Kunstmuseum Basel
- Der Geldscheisser, (Glasbild), 1943–1945, Spiegelhof, Spiegelgasse 6, Basel
- Afrika (Wandbild) in der Vorhalle 1947–1948, Niederholzschule, Riehen[2]
- Arche Noah (Wandbild) 1950–52, Kindergarten-Neubadschule, Basel
- Fuchs und Rabe (Wandbild) 1953–1955, Wasgenringschule an der Blotzheimerstrasse 10, Basel. Abts Wandbild war nur eines von sieben Wandbilder, die von verschiedenem Künstler gestaltet wurden. Die stark beschädigten Wandbilder wurden 1958 und 1980/1981 zum Teil durch Mosaike ersetzt.
- Natur Technik Wissenschaft (Mosaik), 1956–1957, Realgymnasium an der Hermann Kinkelin-Strasse 10, Basel
- Komposition (Wandbild), 1968, Spiegelfeld-Schule, Binningen
- Landschaftliche Komposition (Wandbild), 1975–1977, Alterssiedlung «Zu den drei Brunnen», Riehen
- Jahreszeiten (Glasbilder), 1974–1976, Krematorium des Friedhofs am Hörnli, Riehen